# SSL-sagen om underskud i 2013
SSL-sagen om underskud i 2013 startede 15. december 2013, da daværende økonomichef for Færøernes Offentlige Transport, som på færøsk kaldes Strandfaraskip Landsins, forkortes SSL, gjorde et whistleblow og sendte en e-mail til medlemmerne af Lagtingets Finansudvalg, efter at ledelsen for SSL flere gange havde henvendt sig til Færøernes Erhvervsministerium og sagt fra, at finanslovs bevillingen vedrørende året 2013 ikke var dækkende, og at institutionen ville komme ud med et stort underskud på ca. 4 millioner, hvis der ikke enten blev bedt om ekstra bevilling fra Lagtinget eller besparelser blev iværksat. Problemet var ifølge Hans Peter Joensen, daværende økonomichef for SSL, at landsstyremanden for SSL, Johan Dahl, nægtede ledelsen at iværksætte betydelige besparelser, og derudover viste det sig, at ministeren kun havde bedt Lagtinget om 139 millioner til SSL, men påstod, at han havde bedt om 147 millioner, dette skulle findes i Fíggjarlóg 2013. Det kom senere frem, at Johan Dahl ikke fik politisk opbakning blandt regeringspartierne, hverken for at skære ned på færgernes antal af afgange eller for at forhøje billetpriserne. Ledelsen for SSL blev nægtet muligheden for at iværksætte disse besparelser. Efter at Joensen havde skrevet til Finansudvalget og fortalt om disse forhold, blev først SSL's daværende direktør, Bogi Mortensen, nødt til at gå af, og ca. et halvt år senere blev Hans Peter Joensen selv også nødt til at forlade sin stilling, begge lavede en fratrædelsesaftale. Indtil videre (17. november 2014) har sagen ikke haft nogen konsekvens for ministeren eller ledelsen af Færøernes Erhvervsministerium.

## Sagens gang

### Økonomichefen sendte en e-mail til Lagtingets Finansudvalg
Sagen startede som en sag om økonomisk underskud og mangel på bevilling til Strandfaraskipum Landsins (SSL). Det hele startede med, at Hans Peter Joensen, som på det tidspunkt var økonomichef for SSL, sendte en e-mail til medlemmerne af Lagtingets Finansudvalg søndag aften den 15. december 2013, hvor han informerede medlemmerne af Finansudvalget, som var i gang med sidste behandling af Færøernes Finansloven for 2014, om SSL's økonomiske situation. Dette gjorde han på eget initiativ, uden at rådføre sig med sin chef først. Han gjorde dette efter at ledelsen for SSL havde haft en lang diskussion med Færøernes Erhvervsministerium (Vinnumálaráðið) om manglende bevilling til SSL. Bevillingen var 147 millioner kroner i 2012 og blev beskåret med 8 millioner i 2013 til 139 millioner kroner. Virksomheden klarede ikke at holde sig indenfor budgettet, og ledelsen vurderede, at 4,4 millioner manglede i bevilling, dvs. at SSL ville få et merforbrug på 4,4 mill. som ikke var bevilget fra Lagtinget. I e-mail'en skrev Hans Petur Joensen bland andet således til lagtingets finansudvalg (på færøsk): Johan Dahl, landsstýrismaður, hevur hildið týðandi upplýsingum aftur, tá hann kunnaði fíggjarnevndina hjá Løgtinginum um støðuna hjá Strandferðsluni. Oversat til dansk: Johan Dahl, landsstyremand, har holdt vigtige oplysninger tilbage, da han informerede Lagtingets Finansudvalg om SSL situation..
Næste formiddag kunne de færøske medier allerede fortælle om sagen, og samme dag blev daværende direktør for SSL, Bogi Mortensen, sygemeldt i 3 uger. Johan Dahl benægtede alle anklager og sagde, at: Skuldsetingarnar hava ikki hald í veruleikanum (oversat til dansk: Beskyldningerne har intet med virkeligheden at gøre. SSL's økonomichef anklagede Færøernes Erhvervsministerium for at have givet ham og direktøren mundkurv og havde standset de planlagde besparelser, som virksomheden havde i sinde at iværksætte for at holde sig indenfor bevillingen fra lagtinget. Erhvervsministeriet svarede igen med at sige, at der ikke var sammenhæng i tallene som de havde fået fra SSL, og at de ville iværksætte en undersøgelse, som en revisor skulle stå for, af SSL's regnskab for 2013.
Allerede da lagtinget gjorde finanslovsforslag for 2013 i efteråret 2012, påpegede ledelsen for SSL overfor Erhvervsministeriet, at virksomheden måtte iværksætte besparelser for at få budgettet til at hænge sammen. Lagtingets Finansudvalg havde da bedt landsstyremanden Johan Dahl om en redegørelse, og den 6. november 2012 sendte ledelsen for SSL et forslag til redegørelse til Finansudvalget. Erhvervsministeriet havde imidlertid forkortet forslaget til redegørelse betydeligt, før det blev sendt til Finansudvalget. Blandt andet var et afsnit som omhandlede besparelser på 4,8 millioner, streget ud og omformuleret.
Del af en artikel, som journalisten Georg L. Petersen skrev for Aktuelt.fo den 18. desember 2013 (her oversat til dansk):
"En måned senere var økonomichefen i dialog med Erhvervsministeriet - direktøren for SSL var syg - og nævnte, at han havde til hensigt at fortælle de ansatte om de planlagte besparelser. Erhvervsministeriet svarede noget uldent tilbage, og syntes at det lød lidt voldsomt. Ministeriet mente, at SSL havde glemt, at bevillingen til olje var øget og at direktøren havde sagt, at en bestemt merudgift på 500.000 kroner kunne klares indenfor driften. Resultatet var, at intet skete. Økonomichefen forstod det således, at han fik mundkurv og ikke fik lov til at iværksætte besparelserne. Resultatet var et stort underskud i 2013, selv om flere andre mindre besparelser var sat iværk. Det er næsten håbløst ud fra dokumenter og kommentarer at se, hvor stort underskudet er.
Besparelserne gør ingen forskel, da uventede udgifter blev tilsvarende store. I et brev af 6. december i år (2013) forklarer SSL, hvorfor de ekstra udgifter blev på 5,6 millioner kroner.
Erhvervsministeriet er overbevist om, at noget må være galt, fordi SSL har sparet 4 millioner i olje og har haft en vækst i indtægterne på 1,3 millioner kroner, eller tilsammen 5,3 millioner kroner. Derfor bør underskudet ikke være større end 400.000 kroner ifølge Erhvervsministeriet, som vælger at skyde tilbage mod SSL og derved indirekte påstå, at virksomheden ikke har orden i sine sager." (citat slut)

### Direktøren og økonomichefen ofret
Hans Johannes á Brúgv blev sat som foreløbig direktør for Strandferðslan den 18. desember 2013. Den 10. januar 2014 afleverede han en skriftlig advarsel til Hans Peter Joensen for hans whistleblow. Den 13. januar 2014 forlod Bogi Mortensen direktørposten med fratrædelsesaftale. Da Hans Johannes á Brúgv samtidig var direktør for Skibseftersynet (Skipaeftirlitið) kunne han ikke fortsætte som direktør for SSL, derfor blev en ny foreløbig direktør sat, det blev Regin I. Jakobsen, han var fungerende direktør indtil en ny direktør blev ansat, det blev Hilmar Eliasen, som flyttede tilbage til Færøerne efter at have arbejdet i Danmark i flere år, han startede den 1. juni 2014. Den 13. august 2014 sendte han Hans Petur Joensen hjem med høringsskrivelse om opsigelse, og den 30. september 2014 fratrådte han sit arbejde med fratrædelsesaftale.
Jón Brian Hvidtfeldt skrev bl.a. på in.fo den 22. august 2014 (oversat til dansk): 
"Da det stod klart, at bevillingen til SSL for 2013 ikke ville holde, informerede Hans Petur Joensen sidste vinter Lagtingets Finansudvalg om situationen på virksomheden. Det gjorde økonomichefen udenom sin direktør, som efterfølgende blev sendt hjem. Den reviderede regnskab for 2013 viste senere et underskud på 4,4 millioner kroner i forhold til bevillingen." (citat slut)

Den færøske avis Sosialurin fra 29. oktober 2014 skrev om sagen, bl.a. var der en artikel, som Jón Brian Hvidtfeldt har skrevet, overskriften er: "Fyrrverandi fíggjarleiðari: Johan Dahl heldur kikarin fyri blinda eyga" (på dansk: "Forhenværende økonomichef: Johan Dahl holder kikkerten for det blinde øje"). I artiklen fremgår det, at SSL var stærkt underfinancieret fra myndighedernes side i 2013. Bevillingen 2013 var 139 millioner. Til sammenligning var/er finansieringen af virksomheden i 2012, 2014 og 2015 på 147 millioner eller mere. Således er SSL underfinancieret med 8 millioner i 2013. Resultatet 2013 var et underskud på -4,3 millioner kroner.

### Kritik fra Lagtingsrevisorerne
Johan Dahl, erhvervsminister, bad revisorer fra Januar om at revidere SSL's regnskab for 2013 samt om en redegørelse, dette skete den 18. december 2013. Revisorerne var færdige med revisionen af 2013 den 10. februar 2014. Ministeren havde ikke informeret Lagtingsrevisorerne om at han bad om en ekstraordinær revidering af SSL. Lagtingsrevisorerne bad ministeren om sende dem redegørelsen, så snart som den var klar. Lagtingsrevisonen består af fire lagtingsmedlemmer fra 2011-2015: Reimund Langgaard, formand (Sambandsflokkurin), Joen Magnus Rasmussen (Fólkaflokkurin), næstformand, Høgni Hoydal (Tjóðveldi) og Eyðgunn Samuelsen (Javnaðarflokkurin). Lagtingsrevisorerne kom med deres konklusion i maj 2014. I konklusionen havde de kritik af ministeren, Erhvervsministeriet og SSL. Blandt andet påtaler de kraftigt, at ministeren ikke informerede lagtinget eller bad om ekstra bevilling, selv om han vidste, at bevillingen til SSL for 2013 ikke ville holde.

### Johan Dahl anklaget til Lagtingets kontroludvalg
Den 6. maj 2014 skrev kvf.fo, at Lagtingets oppositionspartier, Tjóðveldi, Javnaðarflokkurin, Sjálvstýrisflokkurin og Framsókn ville fremlægge et forslag om mistillidsvotum imod erhvervsminister Johan Dahl for hans håndtering af sagen om SSL i 2013. Men da de ikke forventede, at de ville få et flertal af lagtingsmedlemmerne til at stemme for et mistillidsvotum, så valgte de i stedet at anklage ministeren for Lagtingets Kontroludvalg (Landsstýrismálanevndin). Lagtingets Kontroludvalg er bemandet af tre medlemmer, som alle er lagtingsmedlemmer, heraf er en fra oppositionen og to fra regeringspartierne. De tre som bemander udvalget fra 2011 til 2015 er: Sirið Stenberg, Tjóðveldi, som er formand, Eivin Jacobsen, Sambandsflokkurin og Joen Magnus Rasmussen, Fólkaflokkurin som er medlemmer i udvalget. Kontroludvalget har kun hjemmel til at indkalde ministre og lagtingsmedlemmer, de må f.eks. ikke indkalde en offentlig direktør eller økonomichef. Kontroludvalget bad Erhvervsministeriet og SSL om dokumenter, som kunne belyse sagen. Den 23. juni skrev Áki Bertholdsen på in.fo, at der ikke ville blive truffet nogen afgørelse angående Johan Dahl før til efteråret 2014, og at det ville tage lang tid at undersøge, om han havde brudt loven og eller ej. Han skrev bl.a. således om anklagen: 
"I anklagen påpeger de på det kraftigste, at Lagtingets revisorer havde påtalt, at ministeren ikke informerede Lagtinget eller bad Lagtinget om ekstra bevilling, selv om han vidste, at bevillingen til SSL ikke ville holde.
De påtaler også kraftigt, at Erhvervsministeriet ikke foretog sig noget for at få orden i forholdene, da ministeriet i oktober 2013 sagde, at de ikke havde tillid til tallene fra SSL, og at ministeriet på trods af dette godkendte månedlige bevillingsregnskaber uden bemærkninger."

### Mistillid mod Johan Dahl
Den 4. november 2014 fremlagde de fire oppositionspartier i Lagtinget: Tjóðveldi, Javnaðarflokkurin, Framsókn og Sjálvstýrisflokkurin et forslag om mistillidsvotum imod Johan Dahl, erhvervsminister (landsstýrismaður í vinnumálum) pga. hans håndtering af sagen om Strandferðslans underskud på 4,3 millioner i 2013. Forlaget om mistillidsvotum kom få dage efter at Lagtingets landsstyrekontroludvalg (Landsstýrismálanevndin) kom med deres konklusion vedrørende anklagerne mod Johan Dahl, som udvalget havde behandlet fra maj 2014 til oktober 2014. Forlaget om mistillidsvotum fik dog ikke nok tilslutning, de 14 medlemmer af oppositionspartierne stemte alle for, medens kun en fra regeringspartierne, Jákup Mikkelsen som stemte for, to andre fra Fólkaflokkurin stemte blankt (Brandur Sandoy og Rodmundur Nielsen), mens resten af lagtingsmedlemmerne fra regeringspartierne stemte imod forslaget om mistillid. Dagen før selve afstemningen i lagtinget om mistillidsvotum mod Johan Dahl, fik lagmand Kaj Leo Johannesen og hans parti, Sambandsflokkurin, som også er Johan Dahl's parti, en redegørelse om sagen om SSL's underskud i 2013. Redegørelsen blev først offentlig samme dag som mistillidsvotum blev behandlet i Lagtinget.

### Ansvaret for det politiske ansvar tørret af på ledelsen for SSL
Både lagmanden og flere lagtingsmedlemmerne fra Sambandsflokkurin brugte redegørelsen fra Johan Dahl i deres argumentation for at vise tillid til Johan Dahl. Lagmanden læste op fra Dahls redegørelse med hån i stemmen, hvor han gav ledelsen i SSL hele skylden for underskuddet i 2013. Argumentationen fra lagmanden og hans partifæller lød på, at der ikke var orden i SSL's bogholdning, der blev påstået, at 400 regninger ikke var bogført, at 7 millioner blev bogført på en dag. Ifølge in.fo (som ejes af avisen Sosialurin) gik lagtingsmedlem Joen Magnus Rasmussen for langt, da han nævnte SSL's økonomichef, Hans Peter Joensen, med navn, og nævnte årsagen til, at han var blevet nødt til at forlade sin stilling. Ifølge Rasmussen, var der helt andre årsager til det end sagen om underskuddet i 2013 og havde intet at gøre med Johan Dahl. Hans Peter Joensen sagde til in.fo, at han følte sig hængt ud af lagtingsmedlemmer og af lagmanden fra lagtingets talerstol, hvor almindelige folk ikke har adgang til at forsvare sig. Joen Magnus Rasmussen sagde til in.fo, at det var han ked af, at han havde nævnt den tidligere økonomichef med navn og at han havde nævnt årsagen til, at han måtte forlade sin stilling.
Samme dag udtalte Joan Magnus Rasmussen til Kringvarp Føroya i aften nyhederne, at det var Johan Dahl, som under behandlingen af mistillidsvotum mod Dahl i lagtinget, havde fortalt ham om forholdene omkring Hans Peter Joensens høringsskrivelse om opsigelse. Den 10. november 2014 udtalte SSL's direktør, Hilmar Eliasen, at han havde informeret ministeren om indholdet af høringsskrivelsen om opsigelse, som han havde givet Hans Peter Joensen. Senere fik medierne dog indsigt i Hans Peter Joensen høringsskrivelse og talte med Joensen og med SSL's direktør, Hilmar Eliasen, om årsagerne. Joensen fastholdt, at selv om der i høringsskrivelsen var anført flere andre årsager end sagen om underskuddet i 2013, så bundede det hele i den manglende bevilling i 2013, de andre nævnte årsager var opfundet fordi man ville af med ham, efter at han havde informeret lagtingets finansudvalg om forholdene omkring den manglende bevilling i 2013 og ministeren uvilje mod at bede om ekstra bevilling.
Joensen anklagede i læserbrev i avisen Sosialurin den 19. november 2014 (og portalen in.fo den 21. november) Erhvervsministeriet og Johan Dahl for at have det fulde ansvar for SSL's finansielle problemer i 2013. Ministeriet var i god tid varslet om det forventede underskud, men nægtede SSL's ledelse at iværksætte nødvendige besparelser og nægtede at bede om ekstra bevilling fra Lagtinget. Hverken ministeren, ministeriet eller nogen fra regeringen har reageret på anklagerne.

## Debat om Whistleblower-ordning
I november 2014 blev der rejst en debat på Færøerne, om det ville være relevant at etablere en Whistleblower-ordning for de offentligt ansatte, eftersom det havde vist sig at få store personlige konsekvenser for offentlig ansatte personer, som fortæller om uregelmæssigheder på deres arbejdsplads. Kringvarp Føroya (Færøernes Radio) havde emnet til debat i radioudsendelsen Radarin den 5. november 2014. En af deltagerne i diskussionen var Kristina Háfoss, som er jurist og lagtingsmedlem, og som få dage inden udsendelsen havde lagt et beslutningsforslag for Lagtinget om at etablere en Whistleblower-ordning for offentlig ansatte paå Færøerne.
Selma Ellingsgaard, som er formand for et af Færøernes største fagforbund, Starvsmannafelagið, deltog også i udsendelsen, og hun sagde, at Starvsmannafelagið var af den holdning, at det var nødvendigt, at etablere en Whistleblower-ordning på Færøerne, da det havde vist sig flere gange, at det kostede for meget for de personer som hidtil havde turdet sige fra om uregelmæssige forhold på deres arbejdsplads.
Den 18. november 2014 var beslutningsforslaget om Whistleblower-ordning til debat i Lagtinget. Bárður Nielsen, formand for Lagtingets finansudvalg, spurgte, om der fandtes lignende ordninger i andre nordiske lande, og han fik at vide, at Norge havde sådan ordning. Han lovede, at Finansudvalget ville se på sagen med største alvor.